# Pečice, Příbram
Pečice là một làng thuộc huyện Příbram, vùng Středočeský, Cộng hòa Séc.